# Klaus W. Jonas
Klaus Werner Jonas (* 22. Juni 1920 in Stettin; † 2. November 2016 in München) war ein deutscher Germanist, Bibliograph und Sammler. Er wirkte als Professor für deutsche Literaturgeschichte in Pittsburgh, Pennsylvania (USA) und legte umfangreiche Bibliographien zu Thomas Mann und weiteren Mitgliedern der Familie Mann vor.

## Leben
Klaus W. Jonas studierte Germanistik, Anglistik und Romanistik unter anderem in Greifswald und Berlin, nach 1945 auch an der Universität Heidelberg, in Genf und in Zürich. Mit seiner Ehefrau Ilsedore B. Jonas (* 1920 als Ilsedore Barkow; † 2021) ging er 1948 in die USA. 1953 promovierte Jonas mit einer Dissertation über den britischen Autor W. Somerset Maugham. Zwei Jahre arbeitete er anschließend als Bibliothekar an der Yale University, wo er Zugang zur renommierten Thomas Mann Collection hatte. Von 1957 bis 1988 war er zuerst als Assistent, dann als Professor für deutsche Literatur an der University of Pittsburgh tätig. Im Jahr 1961 nahm Jonas die US-amerikanische Staatsbürgerschaft an.
Jonas’ Forschungsschwerpunkt war die deutschsprachige Literatur der klassischen Moderne. Er publizierte schwerpunktmäßig über Thomas Mann, Golo Mann und die Familie Mann. Darüber hinaus arbeitete er zu Rainer Maria Rilke, Hermann Hesse, Hermann Broch und Gerhart Hauptmann.
Im Jahr 1949 erbat Klaus W. Jonas beim Schriftsteller Thomas Mann das Einverständnis, eine erste Bibliographie zu diesem erarbeiten zu dürfen, das Thomas Mann nach anfänglichem Zögern schließlich erteilte. Jonas begleitete das literarische Schaffen Manns fortan und über dessen Tod 1955 hinaus als treuer persönlicher Bibliograph: Nach zwei Bänden Fifty Years of Thomas Mann Studies (1955, 1969) folgte als Hauptwerk die dreibändige Bibliographie Die Thomas-Mann-Literatur (1972, 1979, 1994), die in Zusammenarbeit mit dem Thomas-Mann-Archiv Zürich entstand. 2003 legte Jonas eine Bibliographie zu Golo Mann (2003) vor.
Weitere wichtige Studien waren Die Internationalität der Brüder Mann (2011) und der kommentierte Briefwechsel Drei Generationen Familie Thomas Mann (2014).
Nach seiner Emeritierung übersiedelte Jonas mit seiner Frau Ilsedore 1989 nach München, wo er bis zu seinem Tod 2016 lebte.
Jonas hatte 1974 eine langjährige Partnerschaft zwischen dem German Department der University of Pittsburgh und der Universität Augsburg initiiert, gemeinsam mit dem damaligen Lehrstuhlinhaber für Neuere Deutsche Literaturwissenschaft Helmut Koopmann. Diese transatlantische Beziehung begründet auch die Schenkung der privaten Forschungsbibliothek des Ehepaares Jonas an die Universität Augsburg im Jahr 1990.
In München gründeten Klaus W. Jonas und seine Frau 2002 die „Zauberberg-Stiftung zur Förderung der Thomas Mann Forschung“. Im Rahmen der Stiftungstätigkeit finden regelmäßig Gastvorträge zu Thomas Manns Roman Der Zauberberg an der Universität Augsburg statt.

## Forschungsbibliothek
Die private Forschungsbibliothek des Germanisten-Ehepaares Jonas ist in der Universitätsbibliothek Augsburg zugänglich. Die Sammlung Klaus W. und Ilsedore B. Jonas umfasst gedruckte und unveröffentlichte Materialien und bildet Jonas’ über 50 Jahre währende Forschungstätigkeit zur deutschen Literaturgeschichte des 20. Jahrhunderts ab. Ihr Herzstück ist die Thomas-Mann-Artikelsammlung mit ca. 6.000 Zeitungsartikeln, Aufsätzen, Sonderdrucken und Rezensionen zu Thomas Mann im Original und in Kopie.

## Ehrungen
- 1997 Thomas-Mann-Medaille der Deutschen Thomas Mann-Gesellschaft in Lübeck
- 2003, 28. Oktober Verdienstmedaille der Universität Augsburg (an das Ehepaar Jonas)[10]